# Bernhard Petri
Bernhard Petri (Zweibrücken, 1767. április 2. – Theresienfeld, 1853. október 28.) mezőgazdász.

## Életpályája
1782 és 1785 között Schwetzingenben Friedrich Ludwig von Sckel híres kerttervezőnél tanult, majd oktatási kirándulásokat szervezett Franciaországba, Angliába és Hollandiába. Zweibrückenben kertészként dolgozott. Az 1790-es években a magyarországi Héderváron, a Hédervári család birtokán is szentimentális tájképi kertet épített, részben a korábbi barokk park területén. 1803-ban Petri Loosdorfban a későbbi I. János liechtensteini herceg gazdasági vezetője volt, ahol angol parkot hozott létre. 1805-ben, I. Alajos liechtensteini herceg halála után átvette a liechtensteini gazdaság irányítását.
Petri legfontosabb terve az 1996-ban az UNESCO világörökségi listáján is szereplő eisgrubi (Lednice) angol park létrehozása volt. Petri munkái közé tartoztak az Eisgrub mellett Adamsthalban, Neuhäuselben és a bögleni Rossauban lévő angol kertek is. 1808-ban a herceg felmentette a szolgálatából, majd nyugdíjba vonulása után Theresienfeldben saját merinó juhok tenyésztésébe kezdett.
Petri Theresienfeldben közgazdász és földtulajdonos volt, kiterjedt juhállománya volt, és új takarmánynövények termesztését vezette be. A tudományos mezőgazdasági szakirodalommal, valamint az európai országokba tett utazásokkal és saját kísérleti tevékenységével nagy mezőgazdasági ismeretre tett szert. Számos kiadványa kora komoly szakemberévé tette.

## Főbb munkái
- A juhok egésze a német éghajlat szempontjából. (Bécs 1815.) 2. kiadás egy kissé megváltozott címmel 2 részből (Bécs 1825.)
- Fiziológiai-összehasonlító kísérletek a nagyon változatos takarmánynövények táplálkozási tulajdonságairól a kölcsönös hatások összehasonlításában, mind pedig az egészségre, vitalitásra és a test fejlődésére gyakorolt hatás tekintetében. Bécs 1824.
- A mezőgazdaság igazi filozófiája, vagy egy teljesen új műtrágyázási rendszer, amely a földtulajdon növelésére alapul. 2 rész, (Bécs 1824 és 1827.)
- A növényi táplálkozás elveiről a terméshozam kölcsönös viszonyában, a talaj kimerülésével és megtermékenyítésével, gyakorlati példákkal magyarázva, valamint a szisztematikus mintázatokra vonatkozó tervvel. (Bécs 1839.)